# Paul Heyman
 (octobre 2020).
Si vous disposez d'ouvrages ou d'articles de référence ou si vous connaissez des sites web de qualité traitant du thème abordé ici, merci de compléter l'article en donnant les références utiles à sa vérifiabilité et en les liant à la section « Notes et références ».
Pour les articles homonymes, voir Heyman.
Paul Heyman (né le 11 septembre 1965 à Scarsdale, New York) est un promoteur et manager de catch, scénariste et producteur de télévision américain. Il travaille actuellement à la World Wrestling Entertainment, dans la division SmackDown.
Il est le fondateur de la fédération de catch Extreme Championship Wrestling. Après le rachat de celle-ci par la World Wrestling Federation et la re-création du show, il y occupe le rôle de manager général. À la suite des faibles résultats du spectacle WWE December to Dismember et les reproches de Vince McMahon, il démissionne en 2006, avant de faire son retour au sein de la fédération en 2012.

## Carrière

### Débuts (1987)
Il commença en tant que photographe et rédacteur pour des magazines de catch tels que Pro Wrestling Illustrated. Il fait ses débuts en tant que manager, le 2 janvier 1987, en apparaissant sur le circuit indépendant du Nord-est des États-Unis avant de passer à un standing plus élevé avec la Florida Championship Wrestling, en février 1987. Là-bas, il se joint à Kevin Sullivan et Oliver Humperdink (en) et se fait connaître sous le nom de « Paul E. Dangerously » à cause de sa ressemblance avec Michael Keaton dans le film Johnny Dangerously. Il prend ensuite la direction de la Continental Wrestling Association à Memphis pour y manager Tommy Rich et Austin Idol dans une rivalité intense avec Jerry Lawler, une guerre qui est transférée à l'American Wrestling Association (AWA), les Original Midnight Express (Dennis Condrey et Randy Rose) prenant le relais de Rich (devenu face) et d'Idol.
La gimmick de Paul E. Dangerously était en fait une extension de la véritable personnalité de Heyman : un jeune new-yorkais aisé en permanence pendu à son téléphone (qui est d'ailleurs parfois utilisé pour frapper les adversaires de ses protégés).

### Continental Wrestling Federation (1987-1988)
Après son départ de la AWA, il est retourné vers la Continental Wrestling Federation. Paul E. Dangerously y devient l'allié du clan d'Eddie Gilbert (en) : Hot Stuff Inc. Dans les coulisses, Gilbert s'occupait de l'organisation des matchs pour la CWF et il devint son assistant. Il était également l'organisateur des matchs pour la Windy City Wrestling à Chicago et commence à développer une réputation de producteur et scénariste innovant.

### World Championship Wrestling (1988-1993)
En 1988, il rejoint la promotion de Jim Crockett, sous son gimmick de Dangerously, manageant à nouveau l'équipe originale des Midnight Express dans une feud contre les nouveaux Midnight Express (Bobby Eaton and Stan Lane) et leur manager, Jim Cornette. Il manage également « Mean » Mark Callous qui deviendra plus tard l'Undertaker à la WWE. Il est aussi commentateur aux côtés de Jim Ross sur les shows télévisés de la WCW et entre en feud avec celui-ci, Missy Hyatt, ainsi qu'avec l'acteur et petit ami de Hyatt, Jason Hervey.
En 1991, la WCW restructure ses heels et il reprend son rôle d'annonceur et de manager, manageant notamment la Dangerous Alliance (avec Madusa comme assistante) qui comprend Bobby Eaton, Rick Rude, Arn Anderson, le champion TV de la WCW Steve Austin et Larry Zbyszko. Il conduit Rude au titre des États-Unis et l'équipe Anderson-Eaton au titre par équipe. Dangerous Alliance domine la WCW pendant la plus grosse partie de l'année 1992, engageant leurs plus grandes rivalités contre Sting, Ricky Steamboat, Nikita Koloff, Barry Windham, Dustin Rhodes et les Steiner Brothers (Rick and Scott Steiner). Lorsque la WCW engage Bill Watts, le fondateur de la Mid-South (Oklahoma / Louisiana) territory[Quoi ?], les problèmes de Heyman avec la direction commencent. Il est renvoyé de la WCW en janvier 1993, mais poursuivit la compagnie pour antisémitisme. Il remporte son combat lorsque Watts est renvoyé peu de temps après pour avoir fait des déclarations racistes durant une interview au magazine PWTorch.

### Extreme Championship Wrestling (1993-2001)

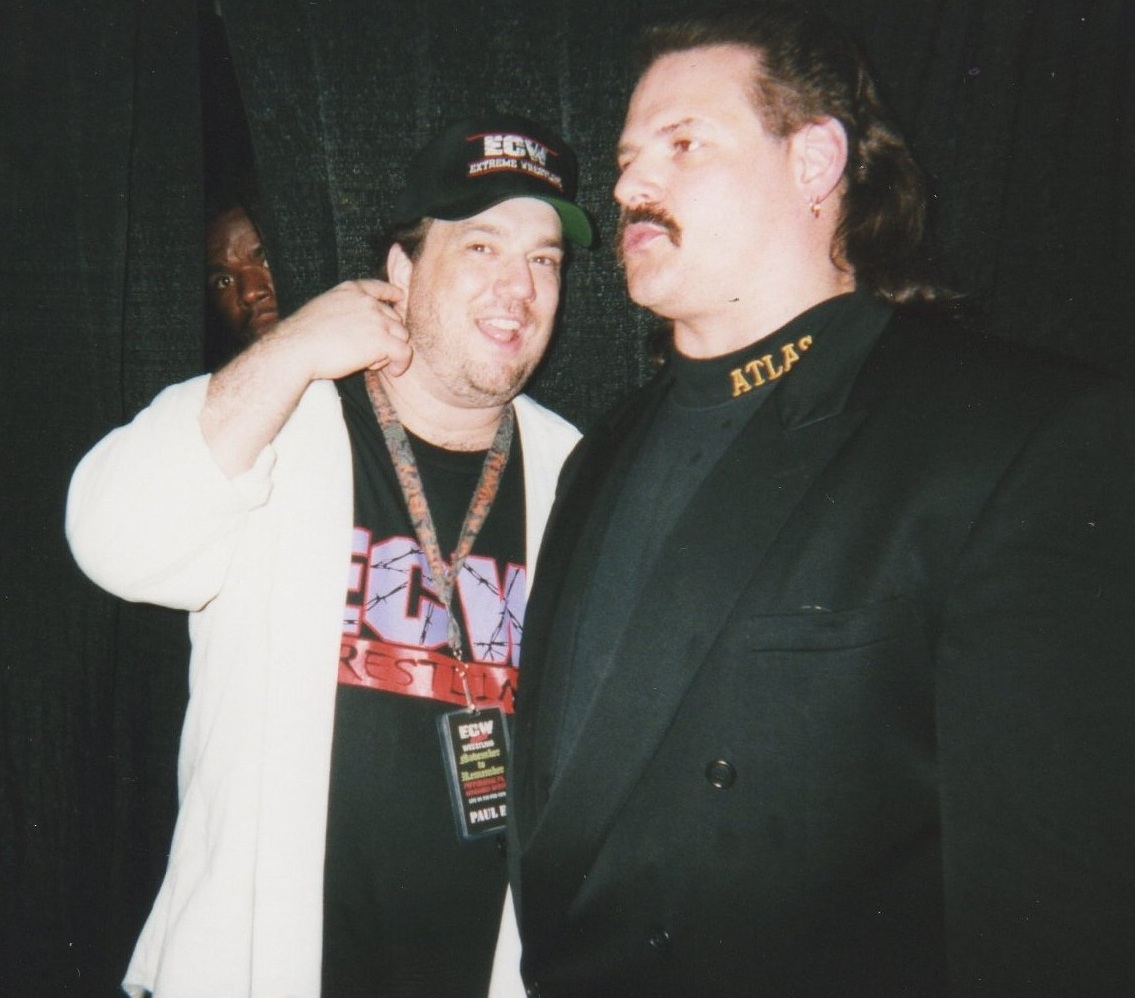
Paul Heyman à la ECW en 1998.

Après son départ de la WCW, il décide de fonder une nouvelle compagnie au Texas avec Jim Crockett Jr, mais celui-ci veut mettre sur pied une compagnie de catch traditionnel, tandis que Heyman pense que le catch traditionnel est démodé et que le genre doit être renouvelé.
À ce moment-là, Eddie Gilbert est booké pour une fédération basée à Philadelphie, la NWA Eastern Championship Wrestling, qui appartient à un prêteur sur gage local nommé Tod Gordon. Il vient en aide à Gilbert en apprenant aux jeunes catcheurs comment répondre aux interviews, mais le comportement erratique de Gilbert devint trop difficile à gérer pour Gordon qui se brouille avec lui juste avant l'évènement Ultra Clash du 18 septembre 1993. À partir de ce moment-là, il est responsable de la direction créative de la compagnie.[Quoi ?]
En tant que Paul E. Dangerously, il manage quelques catcheurs, notamment Sabu qu'il mene au sommet en lui faisant gagner le ECW World Heavyweight Championship et le ECW World Television Championship. La charge de travail croissante d'Heyman ne lui permet plus de faire autant d'apparitions devant les caméras qu'auparavant.
Un an plus tard, la fédération est le porte-drapeau de la National Wrestling Alliance (NWA). Alors qu'un tournoi accueilli par la ECW, en août 1994, pour le NWA World Heavyweight Championship doit voir la consécration du champion de la ECW, Shane Douglas, il complote avec Douglas et Gordon contre le président de la NWA, Dennis Coraluzzo, pour qu'à l'issue du tournoi, Douglas dénigre publiquement la NWA et la tradition dont elle est porteuse. Dans son interview d'après-match, Douglas attaque violemment l'histoire du titre, jete la ceinture à terre, puis proclame que la NWA n'est plus qu'une organisation morte et que son titre ECW est un titre mondial. Le plan pour cette trahison étant seulement connu de ces trois hommes, la surprise de l'incident fit les gros titres de l'industrie du catch.
La même semaine, Gordon et lui rebaptisent leur promotion, éliminant la dénomination régionale « Eastern », pour en faire la Extreme Championship Wrestling. Ils mettent fin aux liens entre leur fédération et la National Wrestling Alliance, acquérant ainsi leur indépendance. Heyman définit l'identité de l'entreprise en encourageant les lutteurs à exprimer leurs vrais sentiments sur la WWF, la NWA et la WCW, et à développer leurs propres personnages. De nombreux lutteurs prennent volontairement part à la logistique interne, en portant les marchandises ou en répondant au téléphone. La compagnie se fait une base loyale de fans de catch hardcore, avec laquelle Heyman encouragea les interactions. Finalement, il devint le seul propriétaire de la fédération. La vision créative est basée sur la capacité à mobiliser le public sur le concept du « nous contre eux », et alors que le regain d'intérêt pour le catch pendans les années 1990 pouvait être attribué à plusieurs facteurs, sa vision de ce que devait être « Extreme » préfigure l'Attitude Era de Vince McMahon.
La ECW est déclarée en banqueroute en 2001, quelques semaines après que la WCW a été vendue à la WWE pour 2 millions de dollars, avec plus de 7 millions de dollars d’arriérés dont 3 millions dus à la compagnie InDemand pour la diffusion des pay-per-view. Après le rachat de la ECW, il devient commentateur de Raw et un atout majeur de l'équipe créative.

### World Wrestling Federation/Entertainment (2001-2006)

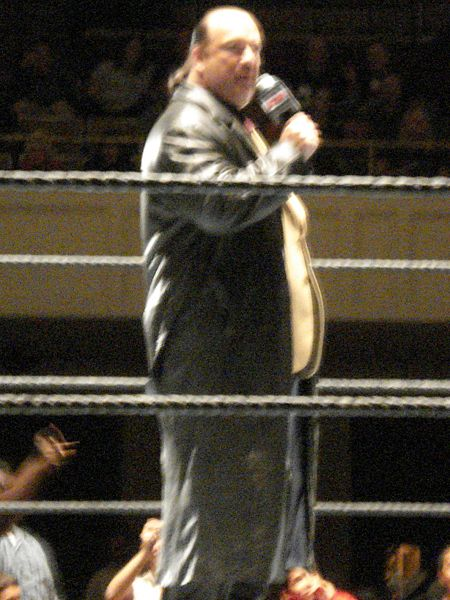
Paul Heyman s'adressant au public en 2006.

Il fit ses premières apparitions télé pour la WWF en mars 2001 en tant que commentateur de Raw, remplaçant Jerry Lawler qui avait quitté la WWF en protestation du licenciement de sa femme Stacy Carter. Pendant cette période, il reprit sa rivalité avec Jim Ross. En juillet, il recréa un clan avec les anciens catcheurs de la ECW, tout en restant dans son rôle de commentateur. Son clan fusionna très rapidement avec celui de Shane McMahon, composé de catcheurs de la WCW, pour former The Alliance durant la storyline Invasion.
Après la formation de l'Alliance, Michael Cole le remplaça aux commentaires durant les épisodes de Raw du 16 et 23 juillet, ce dernier faisant son retour le 30 en disant que Cole n'avait pas fait du bon boulot en détournant les messages de l'Alliance aux fans. Après la défaite de l'Alliance aux Survivor Series (2001), il était viré (storyline), laissant sa place à Jerry Lawler.
Il revient ensuite en mars 2002 en tant que manager de Brock Lesnar, qu'il aida à remporter le WWE Undisputed Championship face à The Rock à SummerSlam. Puis aux Survivor Series, il se retourna contre Lesnar en aidant le Big Show à s'emparer du titre. Il devint le premier homme de lutte professionnelle à manager trois champions du monde successifs lorsqu'il fut révélé qu'il était l'agent de Kurt Angle, quelques jours après que celui-ci eut battu le Big Show pour le titre.
Il contracta une vraie blessure en janvier 2003 lorsqu'il subit un F-5 de Lesnar au Cow Palace de San Francisco. Cette blessure venait conclure une violente dispute entre McMahon & lui sur la conclusion de la rivalité télévisuelle entre Lesnar et lui à quelques jours de WrestleMania, où il aurait dû manager Angle contre Lesnar lors du main-event. Il resta dans la compagnie en tant que consultant télé, tout en recevant des soins pour sa nuque.
Après la victoire de Vince McMahon sur sa fille Stéphanie à No Mercy, celle-ci fut forcée de démissionner de son poste de Général Manager de SmackDown Live. Il revint alors à la télévision pour assurer le rôle de Général Manager devant les caméras, son personnage étant celui d'un chef arrogant qui favorisait les lutteurs impopulaires au détriment des autres.
Durant cette période, il se remit avec Brock Lesnar et s'arrangea pour contrarier toutes les opportunités au WWE Championship de l'Undertaker, John Cena et plus particulièrement Chris Benoit.
Le 22 mars 2004, il apparut à Raw pour le draft annuel. Pendant le tirage, il fut choisi pour travailler avec Eric Bischoff, mais décide de démissionner plutôt que de travailler avec sa némésis et l'homme qu'il estimait être à l'origine de la mort de l'ECW. Il fut remplacé à la tête de SmackDown Live par un de ses protégés, Kurt Angle.
Durant sa période à SmackDown!, il fut écrivain en chef des storylines et crédité du succès de catcheurs comme Kurt Angle, Chris Benoit, Edge, Rey Mysterio, Eddie Guerrero et Chavo Guerrero. Il n'hésita pas à les placer dans une triple rivalité en équipe (Angle et Benoit, Edge et Mysterio, Los Guerreros) pour le WWE Tag Team Championship avec des matchs de grande qualité pendant plusieurs mois dont un fut récompensé de l'Award du meilleur match en 2002, Heyman recevant celui de meilleur booker.
Chacun d'eux devint plus tard champion du monde, Edge, Benoit, Mysterio et Angle remportant le World Heavyweight Championship, Eddie Guerrero, Angle, Mysterio and Edge remportant le WWE Championship et Chavo devenant plus tard ECW World Champion lors de sa recréation.
En 2005, Vince McMahon et lui décident de créer le spectacle ECW One Night Stand avec les anciennes Superstars de la ECW et de la WWE.
À la suite du succès du spectacle, une deuxième édition est organisée. Par la suite, la ECW devient la 3e division de la WWE.
À la suite des faibles résultats du spectacle WWE December to Dismember et aux reproches de Vince McMahon, il démissionne en 2006.

### Retour à la World Wrestling Entertainment (2012-…)

#### Manager de Brock Lesnar (2012)
Il fait son retour à la WWE à l'occasion du Raw du 7 mai 2012, où il monte sur le ring pour annoncer la démission de son ancien protégé, Brock Lesnar, ce dernier ayant des problèmes avec la direction. Lors de l'épisode suivant, il revient accompagné d'un avocat pour annoncer à Triple H, le CEO de la compagnie, que Brock Lesnar porte plainte contre la WWE pour rupture de contrat. Triple H l'attrape ensuite par la mâchoire avant de le laisser repartir. Il le menace alors d'une autre poursuite en justice pour avoir levé la main sur lui. Il continue d'être le porte-parole de Lesnar et l'accompagne durant sa rivalité avec Triple H.

#### Alliance avec CM Punk (2013)

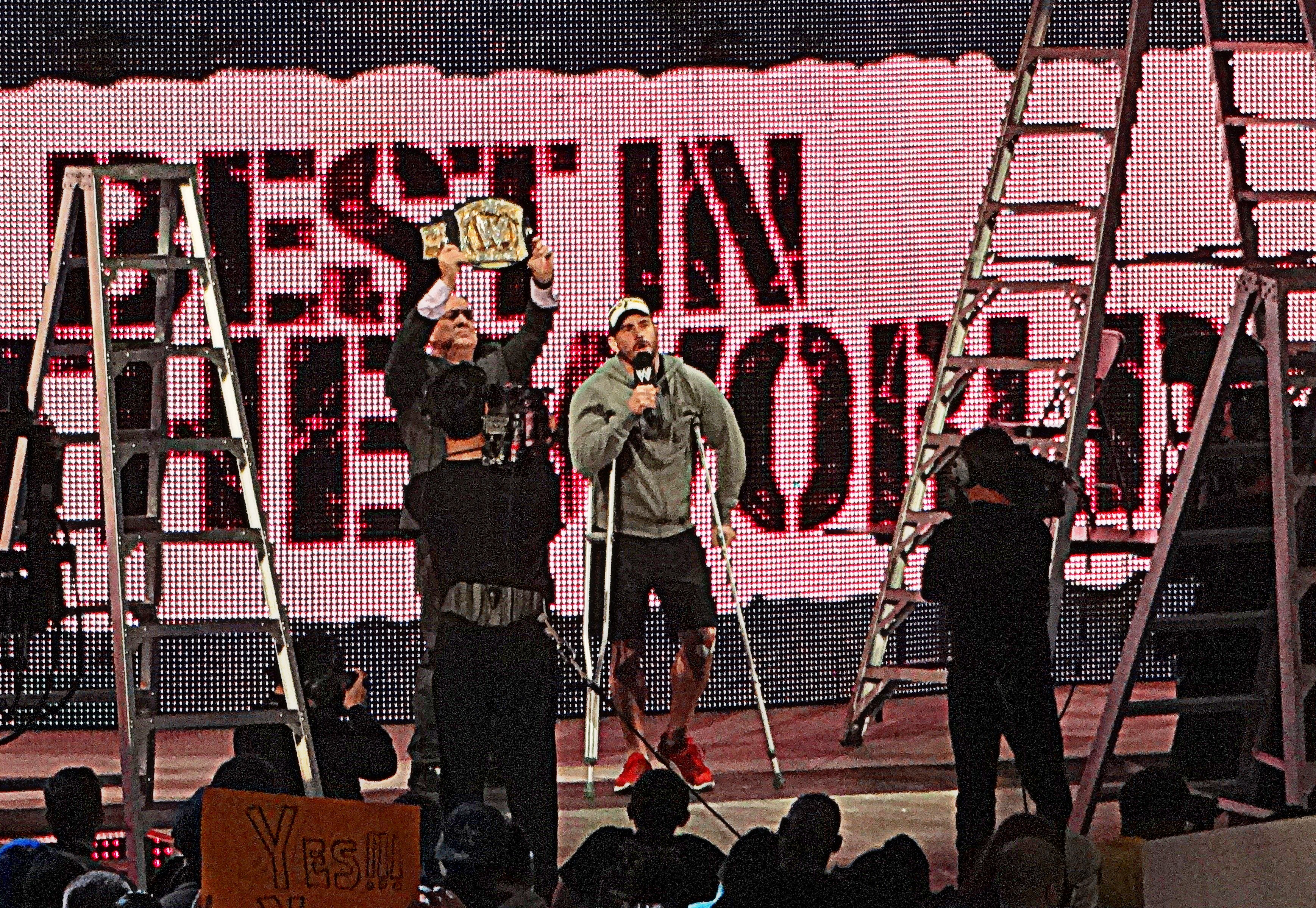
Heyman brandissant le WWE Championship au nom du champion, CM Punk.

Lors du Raw du 3 septembre, il est aperçu dans sa voiture après l'attaque de CM Punk sur John Cena. Il apparaît par la suite aux côtés de CM Punk comme simple manager ou porte-parole, prenant à partie notamment AJ Lee, general manager de Raw à l'époque.

#### Alliance avec Ryback et Curtis Axel et fin d'alliance avec CM Punk (2013)
Paul Heyman annonce qu'il a un nouveau client, Curtis Axel.
Il est de nouveau aux abords du ring lors du retour de CM Punk, le 16 juin 2013 à Payback. Le lendemain à Raw, CM Punk met fin à leur association tout en affirmant qu'il restera pour toujours un « Paul Heyman Guy ». Il l'encourage une dernière fois avant son match contre Alberto Del Rio, que CM Punk gagnera par décompte à l'extérieur. Comme un message, Brock Lesnar revient juste après ce match et porte son F-5 sur Punk. Lors du Money In The Bank, il attaque CM Punk alors que ce dernier allait décrocher la mallette, l’empêchant de gagner le match.
Lors de Night of Champions, il fait équipe avec Curtis Axel pour affronter CM Punk dans un Handicap match qu'ils gagneront grâce à l'intervention de Ryback, qui deviendra un « Paul Heyman Guy ». Lors de Hell in Cell, il affronte Punk avec Ryback dans un Hell in Cell Handicap Match, match où il ne participe pas et reste en haut de la cage à regarder. À la fin, il se fait attaquer par Punk en haut de la cage.
Lors de SmackDown Live du 15 novembre, Ryback et Curtis Axel annoncent qu'ils ne sont plus des Paul Heyman Guy's.

#### Retour avec Brock Lesnar (2013-2020)

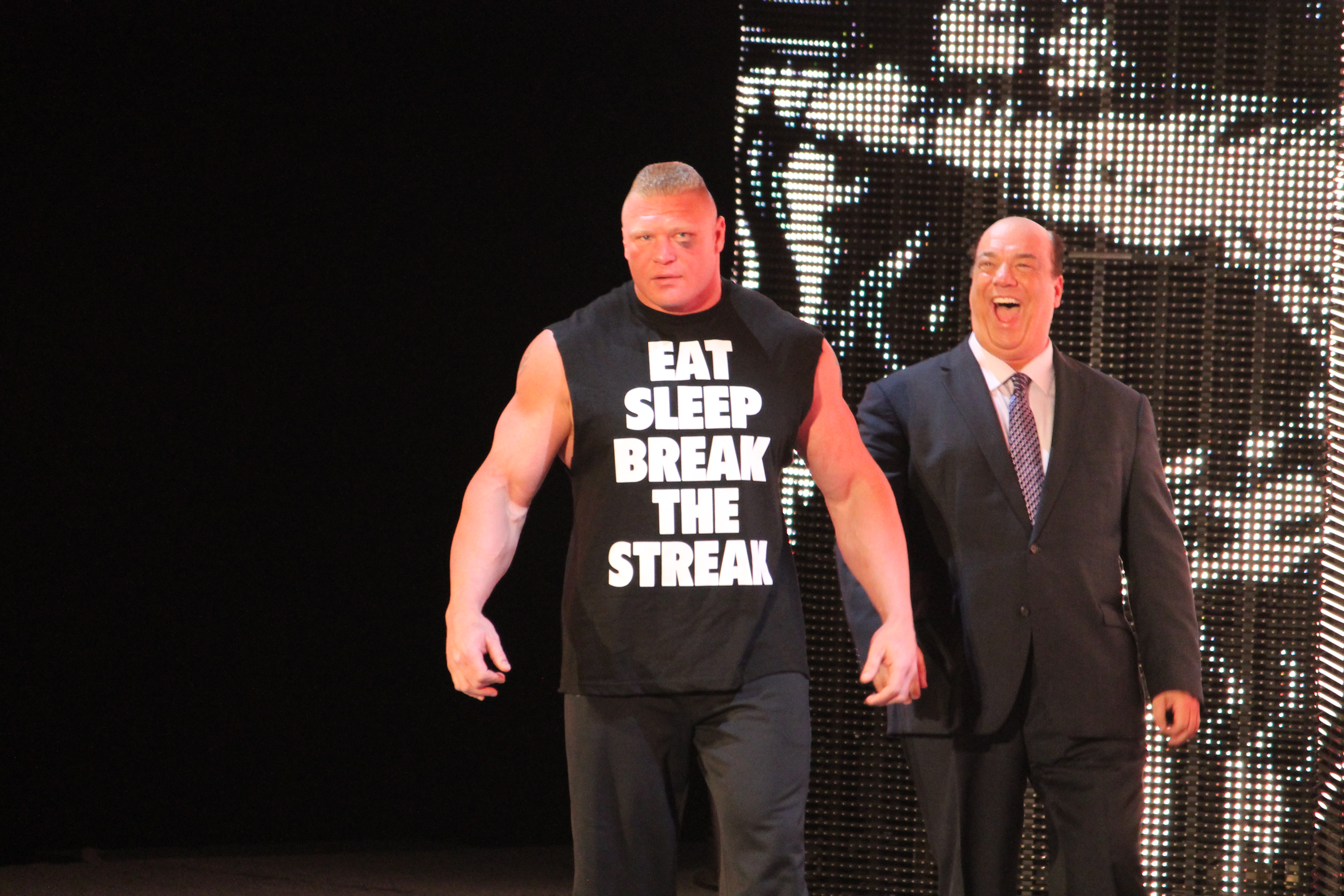
Brock Lesnar (à gauche) et Paul Heyman (à droite) en 2014.

De 2013 à 2020, il est aux côtés de Brock Lesnar et l'accompagne dans ses diverses rivalités, notamment face à Triple H, CM Punk, The Undertaker, John Cena, Seth Rollins, Randy Orton, Samoa Joe, Braun Strowman, Drew McIntyre, Goldberg ou encore Roman Reigns.
Le 27 juin 2019, la WWE annonce qu'il devient directeur exécutif de Raw et Eric Bischoff de SmackDown. Presque un an après, il est viré de son poste de directeur exécutif de Raw, en raison de mauvaises audiences, d'un travail ne plaisant pas à Vince McMahon et pour faciliter le travail des équipes de production de Raw et SmackDown en les fusionnant. Il se concentre alors sur sa carrière de manager.

#### Manager et «conseiller spécial» de Roman Reigns (2020-2024)

Paul Heyman avec la Bloodline en 2022.

Le 28 août 2020 à SmackDown, il fait son retour en tant que manager de Roman Reigns.
Le 9 juillet 2021 à SmackDown, le Samoan, les Usos et lui forment officiellement un clan baptisé The Bloodline.
Le 17 décembre à SmackDown, après plusieurs suspections de trahison, Roman Reigns le renvoie du clan et lui porte un Superman Punch, mais Brock Lesnar vole à sa rescousse et attaque les trois Samoans.
Le 29 janvier 2022 au Royal Rumble, pendant le combat entre Brock Lesnar et Bobby Lashley pour le titre de la WWE, il trahit le premier, car il donne la ceinture à Roman Reigns pour lui permettre de l'attaquer pendant qu'il distrait l'arbitre, ce qui fait que The All Mighty remporte le match, la ceinture et à lui de retourner aux côtés du Samoan. Cinq soirs plus tard à SmackDown, il confirme sa fidélité et sa loyauté envers le clan.
Le 5 avril 2024, il est intronisé au WWE Hall of Fame[réf. nécessaire]. Deux soirs plus tard à WrestleMania XL, il réconforte Roman Reigns après sa défaite et la perte de sa ceinture face à Cody Rhodes dans un Bloodline Rules match.

## Récompenses des magazines
- Pro Wrestling Illustrated
  - Manager de l'année (1992)[17]
- Wrestling Observer Newsletter awards
  - Membre du Wrestling Observer Hall of Fame (depuis 2005)
  - Meilleur booker (1994-1997, 2002)[18]
  - Meilleur non-catcheur (2001-2002, 2004)[19]

## Filmographie

### Cinéma
- 2002 : Rollerball de John McTiernan : Un annonceur de ring
- 2004 : Tony 'n' Tina's Wedding : Gino